# Anita Włodarczyk
Anita Włodarczyk (Rawicz, 8. kolovoza 1985.), poljska atletičarka, bivša svjetska prvakinja i bivša svjetska rekoderka u bacanju kladiva.
Anita je na Svjetskome prvenstvu u Berlinu 2009. godine bacila kladivo na 77.96 metara, te je postala svjetska prvakinja i rekoderka.

## Natjecanja
| Godina | Natjecanje                       | Grad                | Rezultat | Mjesto  |
| ------ | -------------------------------- | ------------------- | -------- | ------- |
| 2007.  | Europsko prvenstvo do 23 godine  | Stuttgart, Debrecen | 4.       | 63.74 m |
| 2008.  | Europski zimski kup u bacanju    | Split, Hrvatska     | 1.       | 71.84 m |
| 2008.  | Olimpijske igre 2008.            | Peking, Kina        | 6.       | 71.56 m |
| 2008.  | Svjetsko atletsko finale         | Stuttgart, Njemačka | 3.       | 70.97 m |
| 2009.  | Europsko timsko natjecanje 2009. | Leiria, Portugal    | 1.       | 75.23 m |
| 2009.  | Lausitzer Miting                 | Cottbus, Njemačka   | 1.       | 77.20 m |
| 2009.  | Svjetsko prvenstvo               | Berlin, Njemačka    | 1.       | 77.96 m |

## Vanjske poveznice
- IAAF-ov profil

### Sestrinski projekti
|  | Zajednički poslužitelj ima još gradiva o temi Anita Włodarczyk |